# Campeonato Brasileiro Série D 2020
In 2020 werd het twaalfde Campeonato Brasileiro Série D gespeeld. Dit is een competitie die het vierde hoogste niveau in het Braziliaanse voetbal vormt, net onder de Série C. Er nemen 68 clubs deel, waarvan er vier zich plaatsen voor de Série C van 2021. De competitie zou aanvankelijk gespeeld worden van 3 mei tot 22 november, maar door de coronacrisis in Brazilië werd de competitie pas gestart op 6 september en beëindigd op 6 februari. Mirassol werd kampioen.

## Format
Er namen 68 clubs deel, als volgt bepaald:
- De vier clubs die het voorgaande jaar degradeerden uit de Série C.
- De staat met de eerste plaats op de CBF-ranking mocht vier clubs afvaardigen.
- De plaatsen twee tot en met negen op de ranking mochten drie clubs afvaardigen
- De plaatsen tien tot en met negentien op de ranking mochten twee clubs afvaardigen
- De overige acht federaties mochten ook twee clubs afvaardigen, maar slechts één club was automatische voor de groepsfase geplaatst, de andere club speelde eerste een voorronde waarvan de vier winnaars zich nog plaatsten voor de groepsfase.

Welke clubs deelnemen aan de Série D wordt bepaald door de staten. Doorgaans wordt de staatscompetitie hiervoor gebruikt, maar er kunnen ook andere criteria voor zijn zoals een staatsbeker.
Het format werd gewijzigd ten opzichte van de voorgaande jaren toen er zeventien groepen van vier clubs waren. Om de competitie meer concurrentieel te maken en de clubs meer wedstrijden te laten spelen werd beslist om deze te herstructureren naar acht groepen van acht clubs. Aangezien er 68 clubs mochten deelnemen werd beslist om eerst een voorronde te laten spelen zodat al vier teams van de zwakste federaties afvielen. De top vier van de groepen plaatst zich voor de tweede fase. Vanaf nu wordt er via een knock-outsysteem gespeeld. De winnaars van de kwartfinales kwalificeren zich voor de Série C. Aangezien er geen Série E is, is er geen degradatie, maar clubs moeten zich het volgende jaar opnieuw kwalificeren voor de Série D via hun staatskampioenschappen.

## Deelnemers
| Club                  | Stad                   | Staat               | Hoe geklasseerd                                       | Stadion                  | Capaciteit |
| --------------------- | ---------------------- | ------------------- | ----------------------------------------------------- | ------------------------ | ---------- |
| ABC                   | Natal                  | Rio Grande do Norte | 17de plaats Série C 2019                              | Frasqueirão              | 18.000     |
| Águia Negra           | Rio Brilhante          | Mato Grosso do Sul  | Kampioen Staatscompetitie 2019                        | Ninho D'Águia            | 8.000      |
| Afogados              | Afogados da Ingazeira  | Pernambuco          | Beste geklasseerde van de Staatscompetitie 2019       | Vianão                   | 7.000      |
| Altos                 | Altos                  | Piauí               | Vicekampioen Staatscompetitie 2019                    | Felipão                  | 4.000      |
| América de Natal      | Natal                  | Rio Grande do Norte | Kampioen Staatscompetitie 2019                        | Arena América            | 5.000      |
| Aparecidense          | Aparecida de Goiânia   | Goiás               | Vierde best geklasseerde van de Staatscompetitie 2019 | Aníbal Toledo            | 5.000      |
| Aquidauanense         | Aquidauana             | Mato Grosso do Sul  | Vicekampioen Staatscompetitie 2019                    | Noroeste                 | 5.000      |
| Atlético Acreano      | Rio Branco             | Acre                | 20ste plaats Série C 2019                             | Florestão                | 8.000      |
| Atlético Cajazeirense | Cajazeiras             | Paraíba             | Tweede best geklasseerde Staatscompetitie 2019        | Perpetão                 | 15.000     |
| Atlético Alagoinhas   | Alagoinhas             | Bahia               | Tweede best geklasseerde Staatscompetitie 2019        | Antônio Carneiro         | 16.000     |
| Bahia de Feira        | Feira de Santana       | Bahia               | Vicekampioen Staatscompetitie 2019                    | Arena Cajueiro           | 4.000      |
| Bangu                 | Rio de Janeiro         | Rio de Janeiro      | Best geklasseerde van de Staatscompetitie 2019        | Moça Bonita              | 9.500      |
| Baré                  | Boa Vista              | Roraima             | Vicekampioen Staatscompetitie 2019                    | Canarinho                | 10.000     |
| Bragantino            | Bragança               | Pará                | Tweede best geklasseerde Staatscompetitie 2019        | Diogão                   | 10.000     |
| Brasiliense           | Taguatinga             | Federaal District   | Vicekampioen Metropolitano 2019                       | Boca do Jacaré           | 28.800     |
| Cabofriense           | Cabo Frio              | Rio de Janeiro      | Tweede best geklasseerde Staatscompetitie 2019        | Correão                  | 4.200      |
| Caldense              | Poços de Caldas        | Minas Gerais        | Best geklasseerde van de Staatscompetitie 2019        | Ronaldão                 | 7.600      |
| Campinense            | Campina Grande         | Paraíba             | Vicekampioen Staatscompetitie 2019                    | Amigão                   | 19.000     |
| Caxias                | Caxias do Sul          | Rio Grande do Sul   | Best geklasseerde van de Staatscompetitie 2019        | Centenário               | 22.132     |
| Central               | Caruaru                | Pernambuco          | Derde best geklasseerde Staatscompetitie 2019         | Lacerdão                 | 20.000     |
| CEOV                  | Várzea Grande          | Mato Grosso         | Vicekampioen Staatscompetitie 2019                    | Arena Pantanal           | 44.000     |
| Coruripe              | Coruripe               | Alagoas             | Best geklasseerde van de Staatscompetitie 2019        | Gerson Amaral            | 7.000      |
| Fast Clube            | Manaus                 | Amazonas            | Vicekampioen Staatscompetitie 2019                    | Colina                   | 10.000     |
| Cascavel              | Cascavel               | Paraná              | Tweede best geklasseerde Staatscompetitie 2019        | Olímpico Regional        | 28.125     |
| Ferroviária           | Araraquara             | São Paulo           | Derde best geklasseerde Staatscompetitie 2019         | Fonte Luminosa           | 25.000     |
| Floresta              | Fortaleza              | Ceará               | Best geklasseerde van de Staatscompetitie 2019        | Domingão                 | 10.500     |
| Frei Paulistano       | Frei Paulo             | Sergipe             | Kampioen Staatscompetitie 2019                        | Titão                    | 4.000      |
| Galvez                | Rio Branco             | Acre                | Vicekampioen Staatscompetitie 2019                    | Arena Acreana            | 20.000     |
| Gama                  | Gama                   | Federaal District   | Kampioen Metropolitano 2019                           | Bezerrão                 | 20.310     |
| Globo                 | Ceará-Mirim            | Rio Grande do Norte | 18de plaats Série C 2019                              | Barretão                 | 10.000     |
| Goianésia             | Goianésia              | Goiás               | Derde best geklasseerde Staatscompetitie 2019         | Valdeir José de Oliveira | 6.000      |
| Goiânia               | Goiânia                | Goiás               | Best geklasseerde van de Staatscompetitie 2019        | Olímpico                 | 13 500     |
| Guarany de Sobral     | Sobral                 | Ceará               | Tweede best geklasseerde Staatscompetitie 2019        | Junco                    | 10.000     |
| Independente          | Tucuruí                | Pará                | Vicekampioen Staatscompetitie 2019                    | Navegantão               | 8.200      |
| Itabaiana             | Itabaiana              | Sergipe             | Vicekampioen Staatscompetitie 2019                    | Etelvino Mendonça        | 10.000     |
| Jacyobá               | Pão de Açúcar          | Alagoas             | Tweede best geklasseerde Staatscompetitie 2019        | Elisão                   | 4.000      |
| Ji-Paranà             | Ji-Paraná              | Rondônia            | Vicekampioen Staatscompetitie 2019                    | Biancão                  | 5.000      |
| Joinville             | Joinville              | Santa Catarina      | Tweede best geklasseerde van de Staatscompetitie 2019 | Arena Joinville          | 17.545     |
| Juventude             | São Mateus do Maranhão | Maranhão            | Kampioen Copa FMF 2019                                | Pinheirão                | 500        |
| Marcílio Dias         | Itajaí                 | Santa Catarina      | Best geklasseerde van de Staatscompetitie 2019        | Hercílio Luz             | 6.010      |
| Mirassol              | Mirassol               | São Paulo           | Vierde best geklasseerde van de Staatscompetitie 2019 | Maião                    | 15.000     |
| Moto Club             | São Luís               | Maranhão            | Vicekampioen Staatscompetitie 2019                    | Castelão                 | 40.149     |
| Nacional-AM           | Manaus                 | Amazonas            | Tweede best geklasseerde van de Staatscompetitie 2019 | Arena da Amazônia        | 44.000     |
| Nacional-PR           | Rolândia               | Paraná              | Kampioen Taça FPF 2019                                | Erich George             | 2 050      |
| Grêmio Novorizontino  | Novo Horizonte         | São Paulo           | Tweede best geklasseerde Staatscompetitie 2019        | Jorjão                   | 18.000     |
| Palmas                | Palmas                 | Tocantins           | Kampioen Staatscompetitie 2019                        | Nilton Santos            | 12.000     |
| Pelotas               | Pelotas                | Rio Grande do Sul   | Kampioen Copa FGF 2019                                | Boca do Lobo             | 23.000     |
| Portuguesa Carioca    | Rio de Janeiro         | Rio de Janeiro      | Vicekampioen Copa Rio 2019                            | Luso-Brasileiro          | 22.000     |
| Potiguar de Mossoró   | Mossoró                | Rio Grande do Norte | Tweede best geklasseerde Staatscompetitie 2019        | Nogueirão                | 5.000      |
| Real Noroeste         | Águia Branca           | Espírito Santo      | Kampioen Copa Espírito Santo 2019                     | José Olímpio da Rocha    | 3.200      |
| Rio Branco-AC         | Rio Branco             | Acre                | Tweede best geklasseerde Staatscompetitie 2019        | Arena Acreana            | 20.000     |
| Ríver                 | Teresina               | Piauí               | Kampioen Staatscompetitie 2019                        | Albertão                 | 52.216     |
| Salgueiro             | Salguerio              | Pernambuco          | Tweede best geklasseerde van de Staatscompetitie 2019 | Cornélio de Barros       | 12.070     |
| Santos                | Macapá                 | Amapá               | Kampioen Staatscompetitie 2019                        | Zerão                    | 10.000     |
| São Caetano           | São Caetano do Sul     | São Paulo           | Kampioen Copa Paulista 2019                           | Anacleto Campanella      | 16.744     |
| São Luiz              | Ijuí                   | Rio Grande do Sul   | Tweede best geklasseerde Staatscompetitie 2019        | 19 de Outubro            | 6.000      |
| São Raimundo-RR       | Boa Vista              | Roraima             | Kampioen Staatscompetitie 2019                        | Ribeirão                 | 3.000      |
| Sinop                 | Sinop                  | Mato Grosso         | Derde best geklasseerde Staatscompetitie 2019         | Gigante do Norte         | 13.000     |
| Tocantinópolis        | Tocantinópolis         | Tocantins           | Vicekampioen Staatscompetitie 2019                    | Ribeirão                 | 10.000     |
| Toledo EC             | Toledo                 | Paraná              | Vicekampioen Staatscompetitie 2019                    | 14 de Dezembro           | 15.280     |
| Atlético Tubarão      | Tubarão                | Santa Catarina      | Derde best geklasseerde Staatscompetitie 2019         | Domingos Gonzales        | 5.000      |
| Tupynambás            | Juiz de Fora           | Minas Gerais        | Tweede best geklasseerde Staatscompetitie 2019        | Helenão                  | 31.863     |
| União Rondonópolis    | Rondonópolis           | Mato Grosso         | Tweede best geklasseerde Staatscompetitie 2019        | Lutero Lopes             | 19.000     |
| Vilhenense            | Vilhena                | Rondônia            | Kampioen Staatscompetitie 2019                        | Portal da Amazônia       | 7.000      |
| Villa Nova            | Nova Lima              | Minas Gerais        | Derde best geklasseerde Staatscompetitie 2019         | Castor Cifuentes         | 5.160      |
| Vitória da Conquista  | Vitória da Conquista   | Bahia               | Derde best geklasseerde Staatscompetitie 2019         | Lomanto Júnior           | 12.500     |
| Vitória               | Vitória                | Espírito Santo      | Kampioen Staatscompetitie 2019                        | Salvador Costa           | 3.000      |
| Ypiranga              | Macapá                 | Amapá               | Vicekampioen Staatscompetitie 2019                    | Zerão                    | 13.680     |

## Voorronde
| Team #1        | Tot.  | Team #2       | 1ste wed | 2de wed |
| -------------- | ----- | ------------- | -------- | ------- |
| Ji-Paraná      | 4 - 2 | Nacional-AM   | 2 - 1    | 2 - 1   |
| Baré           | 4 - 0 | Ypiranga      | 3 - 0    | 1 - 0   |
| Real Noroeste  | 6 - 2 | Aquidauanense | 3 - 1    | 3 - 1   |
| Tocantinópolis | 1 - 4 | Brasiliense   | 1 - 0    | 0 - 4   |

## Groepsfase

### Groep A1
| Plaats | Club             | Wed. | W | G | V | Saldo | Ptn. |
| ------ | ---------------- | ---- | - | - | - | ----- | ---- |
| 1.     | Bragantino       | 14   | 8 | 3 | 3 | 28:15 | 27   |
| 2.     | Fast Clube       | 14   | 7 | 5 | 2 | 26:13 | 26   |
| 3.     | Galvez           | 14   | 7 | 3 | 4 | 26:19 | 24   |
| 4.     | Rio Branco       | 14   | 5 | 6 | 3 | 17:14 | 21   |
| 5.     | Independente     | 14   | 5 | 2 | 7 | 20:30 | 17   |
| 6.     | Ji-Paranà        | 14   | 4 | 4 | 6 | 16:21 | 16   |
| 7.     | Vilhenense       | 14   | 2 | 5 | 7 | 15:22 | 11   |
| 8.     | Atlético Acreano | 14   | 0 | 8 | 6 | 15:29 | 8    |

|  | Geplaatst voor tweede fase |

### Groep A2
| Plaats | Club            | Wed. | W  | G | V  | Saldo | Ptn. |
| ------ | --------------- | ---- | -- | - | -- | ----- | ---- |
| 1.     | Altos           | 14   | 10 | 0 | 4  | 27:16 | 30   |
| 2.     | Ríver           | 14   | 9  | 2 | 3  | 22:12 | 29   |
| 3.     | Moto Club       | 14   | 7  | 4 | 3  | 22:15 | 25   |
| 4.     | Juventude       | 14   | 7  | 2 | 5  | 21:13 | 23   |
| 5.     | São Raimundo-RR | 14   | 6  | 3 | 5  | 16:8  | 21   |
| 6.     | Baré            | 14   | 3  | 4 | 7  | 15:27 | 13   |
| 7.     | Santos          | 14   | 3  | 2 | 9  | 12:26 | 11   |
| 8.     | Sinop           | 14   | 2  | 1 | 11 | 9:27  | 7    |

### Groep A3
| Plaats | Club                  | Wed. | W | G | V | Saldo | Ptn. |
| ------ | --------------------- | ---- | - | - | - | ----- | ---- |
| 1.     | América de Natal      | 14   | 8 | 4 | 2 | 24:8  | 28   |
| 2.     | Salgueiro             | 14   | 7 | 5 | 2 | 18:8  | 26   |
| 3.     | Floresta              | 14   | 6 | 6 | 2 | 22:13 | 24   |
| 4.     | Globo                 | 14   | 4 | 6 | 4 | 16:17 | 18   |
| 5.     | Atlético Cajazeirense | 14   | 5 | 1 | 8 | 17:21 | 16   |
| 6.     | Campinense            | 14   | 3 | 6 | 5 | 13:15 | 15   |
| 7.     | Afogados              | 14   | 4 | 1 | 9 | 15:33 | 13   |
| 8.     | Guarany de Sobral     | 14   | 2 | 5 | 7 | 10:20 | 11   |

|  | Geplaatst voor tweede fase |

### Groep A4
| Plaats | Club                 | Wed. | W | G | V  | Saldo | Ptn. |
| ------ | -------------------- | ---- | - | - | -- | ----- | ---- |
| 1.     | ABC                  | 14   | 7 | 5 | 2  | 25:6  | 26   |
| 2.     | Itabaiana            | 14   | 6 | 5 | 3  | 29:19 | 23   |
| 3.     | Vitória da Conquista | 14   | 6 | 4 | 4  | 24:21 | 22   |
| 4.     | Coruripe             | 14   | 6 | 3 | 5  | 13:17 | 21   |
| 5.     | Central              | 14   | 4 | 9 | 1  | 19:10 | 21   |
| 6.     | Potiguar de Mossoró  | 14   | 4 | 7 | 3  | 27:24 | 19   |
| 7.     | Frei Paulistano      | 14   | 2 | 5 | 7  | 12:15 | 11   |
| 8.     | Jacyobá              | 14   | 0 | 4 | 10 | 17:54 | 4    |

### Groep A5
| Plaats | Club               | Wed. | W | G | V | Saldo | Ptn. |
| ------ | ------------------ | ---- | - | - | - | ----- | ---- |
| 1.     | Aparecidense       | 14   | 8 | 4 | 2 | 31:14 | 28   |
| 2.     | Goiânia            | 14   | 8 | 4 | 2 | 22:12 | 28   |
| 3.     | Goianésia          | 14   | 6 | 4 | 4 | 20:16 | 22   |
| 4.     | Real Noroeste      | 14   | 5 | 4 | 5 | 20:18 | 19   |
| 5.     | Águia Negra        | 14   | 5 | 4 | 5 | 20:26 | 19   |
| 6.     | Vitória-ES         | 14   | 5 | 1 | 8 | 18:22 | 16   |
| 7.     | CEOV               | 14   | 3 | 3 | 8 | 13:24 | 12   |
| 8.     | União Rondonópolis | 14   | 3 | 2 | 9 | 18:30 | 11   |

|  | Geplaatst voor tweede fase |

### Groep A6
| Plaats | Club                | Wed. | W  | G | V  | Saldo | Ptn. |
| ------ | ------------------- | ---- | -- | - | -- | ----- | ---- |
| 1.     | Brasiliense         | 14   | 10 | 3 | 1  | 32:10 | 33   |
| 2.     | Gama                | 14   | 10 | 2 | 2  | 29:10 | 32   |
| 3.     | Atlético Alagoinhas | 14   | 7  | 3 | 4  | 26:16 | 24   |
| 4.     | Tupynambás          | 14   | 6  | 5 | 3  | 19:16 | 23   |
| 5.     | Bahia de Feira      | 14   | 5  | 3 | 6  | 20:16 | 18   |
| 6.     | Caldense            | 14   | 4  | 3 | 7  | 10:21 | 15   |
| 7.     | Villa Nova          | 14   | 3  | 3 | 8  | 11:23 | 12   |
| 8.     | Palmas              | 14   | 0  | 0 | 14 | 4:39  | 0    |

### Groep A7
| Plaats | Club               | Wed. | W | G | V  | Saldo | Ptn. |
| ------ | ------------------ | ---- | - | - | -- | ----- | ---- |
| 1.     | Ferroviária        | 14   | 9 | 3 | 2  | 30:10 | 30   |
| 2.     | Mirassol           | 14   | 7 | 5 | 2  | 31:9  | 26   |
| 3.     | Cabofriense        | 14   | 7 | 4 | 3  | 26:16 | 25   |
| 4.     | Cascavel           | 14   | 7 | 3 | 4  | 24:16 | 24   |
| 5.     | Portuguesa Carioca | 14   | 6 | 5 | 3  | 21:11 | 23   |
| 6.     | Bangu              | 14   | 4 | 5 | 5  | 13:19 | 17   |
| 7.     | Nacional-PR        | 14   | 1 | 2 | 11 | 9:45  | 5    |
| 8.     | Toledo             | 14   | 1 | 1 | 12 | 12:40 | 4    |

|  | Geplaatst voor tweede fase |

### Groep A8
| Plaats | Club             | Wed. | W | G | V  | Saldo | Ptn. |
| ------ | ---------------- | ---- | - | - | -- | ----- | ---- |
| 1.     | Novorizontino    | 14   | 9 | 4 | 1  | 17:7  | 31   |
| 2.     | São Luiz         | 14   | 6 | 5 | 3  | 16:10 | 23   |
| 3.     | Caxias           | 14   | 5 | 6 | 3  | 18:11 | 21   |
| 4.     | Marcílio Dias    | 14   | 5 | 6 | 3  | 14:8  | 21   |
| 5.     | Pelotas          | 14   | 5 | 5 | 4  | 21:11 | 20   |
| 6.     | Joinville        | 14   | 5 | 5 | 4  | 17:11 | 20   |
| 7.     | Atlético Tubarão | 14   | 1 | 4 | 9  | 8:23  | 7    |
| 8.     | São Caetano      | 14   | 1 | 3 | 10 | 5:35  | 6    |

## Tweede fase
In geval van gelijkspel worden strafschoppen genomen, tussen haakjes weergegeven. De clubs werden nog steeds geografisch tegen elkaar uitgeloot om verre reizen te vermijden. De clubs uit groep A1 speelden tegen die uit A2, A3 tegen A4, A5 tegen A6 en A7 tegen A8.
| Team #1              | Tot.        | Team #2          | 1ste wed | 2de wed |
| -------------------- | ----------- | ---------------- | -------- | ------- |
| Juventude            | 2 - 2 (4-3) | Bragantino       | 1 - 1    | 1 - 1   |
| Galvez               | 1 - 0       | Ríver            | 0 - 0    | 1 - 0   |
| Rio Branco           | 1 - 5       | Altos            | 0 - 2    | 1 - 3   |
| Moto Club            | 3 - 3 (5-6) | Fast Clube       | 2 - 2    | 1 - 1   |
| Coruripe             | 1 - 5       | América de Natal | 1 - 0    | 0 - 5   |
| Floresta             | 4 - 3       | Itabaiana        | 2 - 1    | 1 - 1   |
| Globo                | 3 - 2       | ABC              | 2 - 1    | 1 - 1   |
| Vitória da Conquista | 4 - 7       | Salgueiro        | 4 - 3    | 0 - 4   |
| Tupynambás           | 1 - 5       | Aparecidense     | 1 - 1    | 0 - 4   |
| Goianésia            | 4 - 3       | Gama             | 2 - 2    | 2 - 1   |
| Real Noroeste        | 1 - 4       | Brasiliense      | 1 - 1    | 0 - 3   |
| Atlético Alagoinhas  | 3 - 4       | Goiânia          | 1 - 1    | 2 - 3   |
| Marcílio Dias        | 2 - 1       | Ferroviária      | 0 - 0    | 2 - 1   |
| Cabofriense          | 1 - 3       | São Luiz         | 1 - 1    | 0 - 2   |
| Cascavel             | 1 - 3       | Novorizontino    | 1 - 0    | 0 - 3   |
| Caxias               | 1 - 1 (0-3) | Mirassol         | 1 - 0    | 0 - 1   |

## Derde fase
Ook in de derde fase blijven de clubs regionaal onderverdeeld om verre verplaatsingen te vermijden. In geval van gelijkspel telt de uitdoelpuntregel, indien de stand dan nog hetzelfde is worden er strafschoppen genomen, tussen haakjes weergegeven.
| Team #1       | Tot.        | Team #2          | 1ste wed | 2de wed |
| ------------- | ----------- | ---------------- | -------- | ------- |
| Juventude     | 2 - 4       | Floresta         | 2 - 2    | 0 - 2   |
| Galvez        | 2 - 6       | América de Natal | 1 - 1    | 1 - 5   |
| Salgueiro     | 2 - 2 (2-4) | Altos            | 1 - 1    | 1 - 1   |
| Globo         | 2 - 2 (5-6) | Fast Clube       | 2 - 1    | 0 - 1   |
| São Luiz      | 2 - 5       | Aparecidense     | 0 - 4    | 2 - 1   |
| Marcílio Dias | 3 - 2       | Goianésia        | 2 - 1    | 1 - 1   |
| Mirassol      | 5 - 2       | Brasiliense      | 4 - 0    | 1 - 2   |
| Goiânia       | 1 - 5       | Novorizontino    | 1 - 1    | 0 - 4   |

## Vierde fase
Vanaf de vierde fase zijn de confrontaties niet meer regionaal. De resultaten van de groepsfase en de tweede en derde fase worden opgeteld. De vier clubs met de meeste punten nemen het op tegen de clubs met de minste punten. 

|  | kwartfinale      | kwartfinale   | kwartfinale | kwartfinale |   |          | halve finale | halve finale | halve finale | halve finale |  |          | finale | finale | finale | finale |  |  |
|  |                  |               |             |             |   |          |              |              |              |              |  |          |        |        |        |        |  |  |
|  | Mirassol         | 2             | 3           | 5           |   |          |              |              |              |              |  |          |        |        |        |        |  |  |
|  | Aparecidense     | 1             | 2           | 3           |   |          |              |              |              |              |  |          |        |        |        |        |  |  |
|  | Aparecidense     | 1             | 2           | 3           |   | Mirassol | 4            | 1            | 0            |              |  |          |        |        |        |        |  |  |
|  |                  |               |             |             |   | Mirassol | 4            | 1            | 0            |              |  |          |        |        |        |        |  |  |
|  |                  | Altos         | 0           | 0           | 0 |          |              |              |              |              |  |          |        |        |        |        |  |  |
|  | Marcílio Dias    | Altos         | 0           | 0           | 0 | 1        | 1            | 2            |              |              |  |          |        |        |        |        |  |  |
|  | Marcílio Dias    |               |             |             |   | 1        | 1            | 2            |              |              |  |          |        |        |        |        |  |  |
|  | Altos            | 1             | 5           | 6           |   |          |              |              |              |              |  |          |        |        |        |        |  |  |
|  | Altos            | 1             | 5           | 6           |   |          |              |              |              |              |  | Mirassol | 1      | 1      | 2      |        |  |  |
|  |                  |               |             |             |   |          |              |              |              |              |  | Mirassol | 1      | 1      | 2      |        |  |  |
|  |                  | Floresta      | 0           | 0           | 0 |          |              |              |              |              |  |          |        |        |        |        |  |  |
|  | Floresta         | Floresta      | 0           | 0           | 0 | 2        | 1            | 3            |              |              |  |          |        |        |        |        |  |  |
|  | Floresta         |               |             |             |   | 2        | 1            | 3            |              |              |  |          |        |        |        |        |  |  |
|  | América de Natal | 0             | 1           | 1           |   |          |              |              |              |              |  |          |        |        |        |        |  |  |
|  | América de Natal | 0             | 1           | 1           |   | Floresta | 1            | 2            | 3            |              |  |          |        |        |        |        |  |  |
|  |                  |               |             |             |   | Floresta | 1            | 2            | 3            |              |  |          |        |        |        |        |  |  |
|  |                  | Novorizontino | 1           | 0           | 1 |          |              |              |              |              |  |          |        |        |        |        |  |  |
|  | Fast Clube       | Novorizontino | 1           | 0           | 1 | 0        | 0            | 0            |              |              |  |          |        |        |        |        |  |  |
|  | Fast Clube       |               |             |             |   | 0        | 0            | 0            |              |              |  |          |        |        |        |        |  |  |
|  | Novorizontino    | 1             | 3           | 4           |   |          |              |              |              |              |  |          |        |        |        |        |  |  |